# The Irishman (film)
Pour les articles homonymes, voir The Irishman.
Pour plus de détails, voir Fiche technique et Distribution.
The Irishman est un film de gangsters américain coproduit et réalisé par Martin Scorsese et sorti en 2019. Il s’agit de l'adaptation du livre I Heard You Paint Houses: Frank ‘The Irishman’ Sheeran and the Inside Story of the Mafia, the Teamsters, and the Final Ride by Jimmy Hoffa de Charles Brandt, qui retrace la vie de Frank Sheeran.
Le film débute alors que depuis sa maison de retraite, Frank Sheeran se remémore sa vie. Vétéran de la Seconde Guerre mondiale, « The Irishman » officie à Philadelphie comme chauffeur de camion dans les années 1950. Accusé de vol, il est défendu par l'avocat Bill Bufalino. Ce dernier lui présente son cousin, Russell Bufalino. Frank se lie rapidement avec Russell et se rapproche peu à peu de la mafia italienne locale. Il devient un homme à tout faire et un tueur à gages efficace. Russell lui présente alors l'un des hommes les plus influents des États-Unis, Jimmy Hoffa, président du puissant syndicat International Brotherhood of Teamsters.
Le film est présenté en avant-première au festival du film de New York le 27 septembre 2019 ainsi qu'au festival Lumière de Lyon le 15 octobre, puis est disponible mondialement sur Netflix à partir du 27 novembre.
En salles, il bénéficie d'une sortie limitée en novembre aux États-Unis, au Canada et au Royaume-Uni, mais elle ne s'applique pas à tous les pays du monde, dont la France.

## Synopsis

### Prologue: sur la route en 1975
Depuis sa maison de retraite, Frank Sheeran se remémore sa vie. Il évoque les évènements conduisant à l'assassinat de Jimmy Hoffa en 1975. La veille du meurtre, il avait pris la route avec son ami le parrain Russell Bufalino et leurs épouses respectives. Durant la route, Frank repense à la vie qu'il a eue ces dernières années et de leur première rencontre dans une station service.

### Premiers pas dans le milieu
Vétéran de la Seconde Guerre mondiale, « The Irishman » officie à Philadelphie comme chauffeur de camion dans les années 1950. Un jour, alors qu'il est en panne sur la route, il rencontre sans le savoir Russell Bufalino qu'il prenait pour le patron de la station. Plus tard, il rencontre Skinny Razor qui travaille dans la viande à qui Frank propose de lui livrer de la viande de qualité. Mais un jour, la cargaison de viande de Frank est volée.
Accusé de vol, il est défendu par l'avocat Bill Bufalino. Ce dernier lui présente son cousin, Russell Bufalino. Ce dernier fait partie de la mafia italienne qui gère de nombreuses affaires dont les transports. Frank se lie rapidement avec Russell et se rapproche peu à peu de la mafia italienne locale. Il devient progressivement un homme à tout faire. Un jour, Frank s'en prend à l'épicier du coin sous les yeux de sa fille Peggy car celui-ci l'avait bousculé. Plus tard, à la recherche de plus d'argent, Frank se voit proposer par Whispers DiTullo de faire sauter une blanchisserie. Apprenant que celle-ci appartient en réalité à Angelo Bruno qui fait partie de la mafia italienne (et qui est un ami de Russell), Frank se propose de tuer Whispers pour leur compte. Il devient par la suite un tueur à gage pour Russell. C'est à ce moment-là que Frank change de femme depuis qu'il a rencontré Irene, mais sa fille Peggy devient moins proche de Frank et Russell.

### Rencontre avec Jimmy Hoffa
Un jour, Russell présente alors à Frank l'un des hommes les plus influents des États-Unis, Jimmy Hoffa, président du puissant syndicat International Brotherhood of Teamsters. Jimmy cherche alors de l'aide pour éviter toute concurrence à son syndicat et Frank accepte. Rapidement, les deux hommes deviennent très proches. La fille de Frank devient très proche de Jimmy. Le syndicat finance à la mafia italienne des prêts pour de nouveaux projets comme la construction de Las Vegas. C'est durant cette période que la mafia italienne et le syndicat aident Joe Kennedy à faire élire son fils John Fitzgerald président en 1960 dans le but de chasser Fidel Castro de Cuba.

### Démêlés durant l'ère Kennedy
Mais rien ne se passe comme prévu. En effet, le frère de John, Robert Kennedy, alors ministre de la Justice, veut faire tomber à tout prix Jimmy Hoffa pour blanchiment d'argent (qui n'aime pas les Kennedy). Cette situation énerve beaucoup Jimmy, ce qui inquiète Frank. Russell charge Frank d'une livraison d'armes pour la Floride dans le but de tenter de reprendre Cuba à Castro. Mais en raison de plusieurs erreurs de préparation, d'analyse, d'un sous dimensionnement critique et de graves erreurs tactiques, l'opération d'invasion de la baie des cochons dirigée intégralement par la CIA en avril 1961 échoue à Cuba. Pour ne rien arranger, le père Joseph Kennedy fait un AVC.
Devant tous ces problèmes, inquiet des méthodes violentes du mafieux Tony Pro dans le syndicat qui attire trop l'attention des autorités, Jimmy nomme Frank Fitzsimmons vice-président et demande à Frank de prendre la présidence d'une section. Alors que se déroule le procès de Jimmy Hoffa, son équipe cherche à trouver des stratégies pour influencer et corrompre le jury en employant tous les moyens possibles. Mais après l'assassinat de John Kennedy, Bob Kennedy n'est plus ministre de la Justice pour le plus grand plaisir de Jimmy, mettant fin à la vendetta contre lui. Pourtant, Jimmy est condamné à de la prison ferme pour avoir tenté d'avoir acheté le jury lors du procès de Nashville.

### Jimmy Hoffa incarcéré
Alors qu'il est en prison, Jimmy continue de diriger le syndicat via Fitz, mais supporte de moins en moins ce dernier, qui est pourtant très apprécié par tout le monde. Pour garder le contrôle de la situation, Frank menace l'assureur Dorffman pour faire passer le message à Fitz pour continuer les prêts. Tony Pro tombe à son tour pour extorsion de fonds et se retrouve dans la même prison que Jimmy. Tony cherche à tout prix à récupérer l'argent que le gouvernement lui a confisqué et tente de demander de l'aide à Jimmy. Mais ce dernier refuse (car cela est impossible en raison de la loi) et les deux hommes se bagarrent, Tony n'ayant pas supporté l'insulte de Jimmy. Selon Frank, c'est à ce moment-là que ça a commencé à déraper. En 1971, un mafieux surnommé Crazy Joe fait parler de lui partout après avoir engagé des Afro-Américains pour assassiner Joe Colombo. Russell ne supporte pas l'attitude de Joe qui lui manque de respect. Le soir suivant, Frank assassine Joe alors qu'il fêtait son anniversaire avec sa famille.

### Rien ne va plus
Par la suite, Jimmy est gracié par le président Nixon et sort de prison après quatre ans d'incarcération. Il veut récupérer la présidence du syndicat, mais il doit demander le soutien à Tony Pro (que Jimmy ne supporte pas du tout) qui contrôle Fitz. Une réunion est organisée, mais Tony et Jimmy ont une nouvelle altercation. Tony étant intouchable, Russell demande à Frank de calmer Jimmy. Jimmy décide toutefois de s'en prendre au président Fitz et tous deux s'engagent dans une guerre où tous les coups sont permis. Alors que le scandale de Watergate secoue l'Amérique en 1973, Jimmy déclare que Fitz a vendu le syndicat Teamsters au milieu du crime, ce qui inquiète le milieu. Frank demande à Jimmy de calmer le jeu, mais sait qu'il ne se taira pas. Frank invite son ami Jimmy à venir à son banquet organisé à son honneur pour lui remettre son prix.
Le soir du banquet, Frank est officiellement fait « affranchi » par la mafia. Mais le soir du banquet, les chefs de la mafia sont inquiets du comportement de Jimmy qui est prêt à tout pour récupérer son syndicat, quitte à bloquer tous les prêts illégalement et demander à certains milieux de rendre l'argent. Finalement, Russell demande à Frank de dire à Jimmy que « les jeux sont faits ». Lorsque Frank transmet le message à Jimmy, ce dernier annonce qu'il s'en prendra à eux s'ils s'en prennent à lui, et rappelle que Teamsters reste à tout jamais « son » syndicat. Frank comprend qu'il est trop tard pour faire machine arrière, tandis que Jimmy danse avec Peggy.

### L'assassinat de Jimmy Hoffa
Quelques jours plus tard, le 29 juillet 1975, Russell, Frank et leurs épouses prennent la route vers Detroit pour aller officiellement à un mariage afin de ramener la paix. Frank invite Jimmy à le rejoindre le lendemain à Detroit pour le mariage. Finalement, Jimmy accepte une réunion avant le mariage avec Tony Pro et Tony Jack le lendemain après-midi et Frank y est convié. Alors que Russell et Frank se sont arrêtés pour la nuit près de Port Clinton, Russell annonce à Frank qu'ils ne reprendront pas la route et que Jimmy doit mourir. Le lendemain, Russell envoie Frank seul tuer son ami à Detroit.
Arrivé à Detroit, Frank rejoint Sally Bugs (tueur de Tony Pro) dans la maison du rendez-vous qui servira de scène du crime. Ils sont rejoints par Chuck O'Brien, le fils adoptif de Jimmy, devant la maison et partent ensemble chercher Jimmy avec la voiture de Chuck. Ils lui annoncent que Tony Pro et Russell l'attendent à la maison. Une fois arrivés, Jimmy et Frank rentrent dans la maison. Une fois constaté qu'elle est vide, Jimmy s’apprête à repartir, mais il est abattu par son ami. Frank quitte la maison en laissant le corps inanimé de Jimmy dans la maison et retrouve Russell près de Port Clinton, la tâche accomplie. Tous se rendent ensuite au mariage assisté par tout le milieu, la paix retrouvée. Mais à l'annonce de la disparition inexpliquée de Jimmy Hoffa, Peggy demande à son père pourquoi il n'a pas appelé Madame Hoffa. C'est la dernière fois qu'elle lui parlera avant de disparaître de sa vie définitivement, tandis que Sally Bugs fait disparaître le corps de Jimmy Hoffa en l'incinérant.

### La mort du milieu
Par la suite, les personnes du milieu liées à Jimmy Hoffa sont convoquées par les autorités et se retrouvent condamnées les unes après les autres pour des faits qui n'avaient rien à voir avec cette disparition. Alors que Sally Bugs est tué, Russell se fait trahir par un indicateur de la police et tombe pour tentative de meurtre sur témoin, tandis que Frank Sheeran tombe pour corruption et racket. Tous se retrouvent à vieillir ensemble en prison et meurent les uns après les autres sous les yeux de Frank.
Des années plus tard, Frank, ayant bien vieilli, sort de prison. Il tente en vain de se racheter auprès de ses enfants. À l'approche de sa mort, Frank Sheeran, apprenant qu'il est le dernier encore en vie de son milieu et de toute cette histoire, décide de tout confesser. Le film se termine par le départ du prêtre qui rendait visite à Frank le soir de sa mort. Frank lui demande de laisser la porte ouverte en partant, attendant que la mort vienne à lui.

## Fiche technique
Sauf indication contraire, les informations mentionnées dans cette section peuvent être confirmées par le générique de fin de l'œuvre audiovisuelle présentée ici, ainsi que par la base de données cinématographiques IMDb,  présente dans la section « Liens externes ».
- Titre original et français : The Irishman
- Réalisation : Martin Scorsese
- Scénario : Steven Zaillian, d'après I Heard You Paint Houses: Frank ‘The Irishman’ Sheeran and the Inside Story of the Mafia, the Teamsters, and the Final Ride by Jimmy Hoffa de Charles Brandt
- Musique : Robbie Robertson
- Direction artistique : Bob Shaw
- Décors : Regina Graves
- Costumes : Christopher Peterson et Sandy Powell
- Photographie : Rodrigo Prieto
- Montage : Thelma Schoonmaker
- Production : Gerald Chamales, Randall Emmett, Robert De Niro, Gabriele Israilovici, Gastón Pavlovich, Jane Rosenthal, Martin Scorsese, Emma Tillinger Koskoff et Irwin Winkler

Producteurs délégués : Richard Baratta, Nicholas Pileggi et Jai Stefan
- Sociétés de production : Sikelia Productions, Tribeca Productions et Winkler Films
- Société de distribution : Netflix
- Pays de production :  États-Unis
- Langues originales : anglais (avec quelques dialogues en italien et latin)
- Format : couleur — 1,85:1
- Budget : 159 millions de dollars[4],[5]
- Genre : biopic, drame et film de gangsters
- Durée : 209 minutes
- Dates de sortie[6] :
  - États-Unis : 27 septembre 2019 (avant-première au festival du film de New York), 1er novembre 2019 et 8 novembre 2019 (sortie limitée aux États-Unis et au Royaume-Uni)
  - France : 15 octobre 2019 (Festival Lumière de Lyon[7],[8])
  - Suisse 13 ou 14 novembre 2019[9], selon les régions linguistiques.
  - Monde : 27 novembre 2019 (sur Netflix)

## Distribution
- Robert De Niro (VF : Jacques Frantz) :  Frank « The Irishman » Sheeran
- Al Pacino (VF : José Luccioni) : James Riddle « Jimmy » Hoffa
- Joe Pesci (VF : Philippe Peythieu) : Russell Bufalino
- Ray Romano (VF : Jean-Jacques Nervest) : Bill Bufalino (en)
- Bobby Cannavale (VF : Boris Rehlinger) : Felix « Skinny Razor » DiTullio
- Anna Paquin (VF : Karl-Linn Heller) : Peggy Sheeran, adulte
- Lucy Gallina (VF : Sarah Usai-Méry) : Peggy, à sept ans
- Stephen Graham (VF : Laurent Maurel) : Anthony « Tony Pro » Provenzano
- Harvey Keitel (VF : Patrick Raynal) : Angelo Bruno
- Stephanie Kurtzuba (VF : Amélie Gonin) : Irene Sheeran
- Kathrine Narducci (VF : Laura Zichy) : Carrie Bufalino
- Welker White : Josephine Hoffa
- Jesse Plemons (VF : Jim Redler) : Chuckie O'Brien
- Jack Huston : Robert F. Kennedy
- Domenick Lombardozzi (VF : Thierry Hancisse) : Anthony « Fat Tony » Salerno (en)
- Paul Herman (VF : Féodor Atkine) : Whispers DiTullio
- Louis Cancelmi (en) (VF : Guildin Tissier) : Salvatore « Sally Bugs » Briguglio
- Gary Basaraba (VF : Jean-François Aupied) : Frank « Fitz » Fitzsimmons (en)
- Marin Ireland (VF : Mathilde Moulinat) : Dolores Sheeran
- Sebastian Maniscalco (VF : Marc Saez) : Joseph « Crazy Joe » Gallo
- Steven Van Zandt : Jerry Vale
- Jake Hoffman (VF : Baptiste Mège) : Allen Dorfman (en)
- Paul Ben-Victor : Jake Gottlieb
- Jeremy Luke : Thomas Andretta
- Aleksa Palladino (VF : Karl-Line Heller) : Mary Sheeran
- India Ennenga (VF : Mathilde Molinat) : Dolores Sheeran
- J. C. MacKenzie (VF : Max Aulivier) : Jimmy Neal
- Bo Dietl (VF : Jacques Bouanich) : Joseph Glimco
- Jim Norton (VF : Jean-Claude Donda) : Don Rickles
- Larry Romano : Philip Testa (en)
- Patrick Gallo : Anthony « Tony Jack » Giacalone
- Barry Primus (VF : Yan Brian) : Ewing King
- Kevin O'Rourke (VF : Philippe Dumond) : John McCullough
- Garry Pastore : Albert Anastasia
- Jennifer Mudge : Maryanne Sheeran
- Steve Witting : William E. Miller
- Stephen Mailer : F. Emmett Fitzpatrick
- Craig DiFrancia : Carmine Persico
- Frank Messina (VF : Enrique Carballido) : Johnny Parcesepe
- Gino Cafarelli : Frank Rizzo
- Al Linea : Sam Giancana
- Ken Wulf Clark : James P. Hoffa
- Jeff Moore : Frank Church
- John Polce : Joseph Colombo
- Dascha Polanco (VF : Coumba Baradj) : l'infirmière
- Jeff DeHart : Richard Nixon
- Action Bronson : le vendeur de cercueils

 Source et légende : version française (VF) sur RS Doublage et AlloDoublage et selon le carton du doublage français télévisuel.

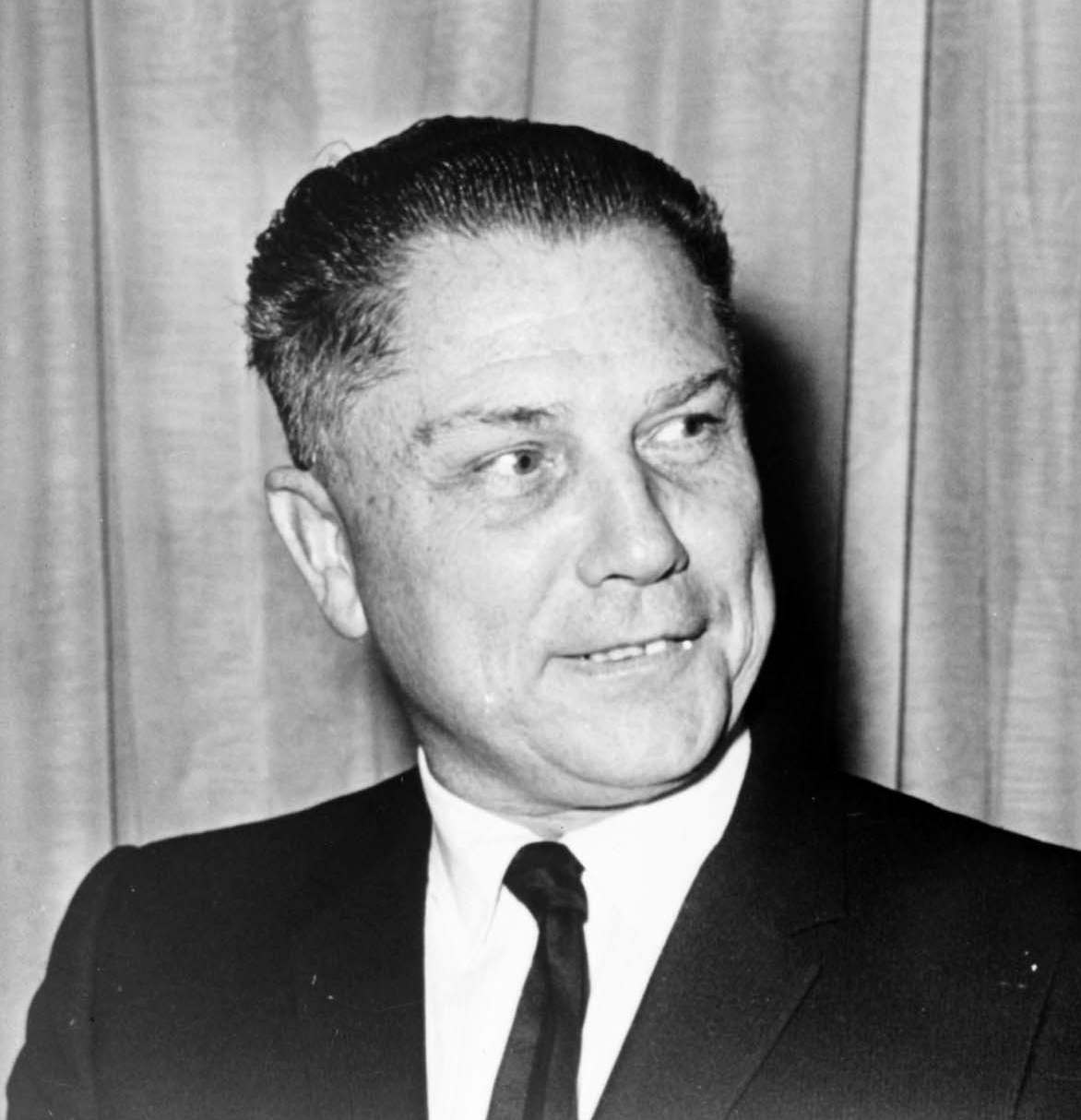
Jimmy Hoffa en 1965
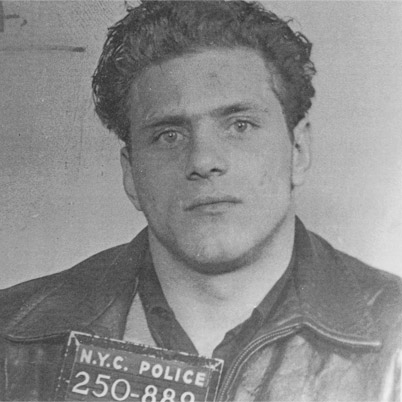
Joe Gallo

## Production

### Genèse et développement
The Irishman est un projet de longue date de Martin Scorsese, annoncé dès 2008 comme la neuvième collaboration entre le réalisateur et Robert De Niro, après Mean Streets (1973), Taxi Driver (1976), New York, New York (1977), Raging Bull (1980), La Valse des pantins (1982), Les Affranchis (1990), Les Nerfs à vif (1992) et Casino (1995),. En septembre 2014, Al Pacino confirme que le projet se concrétisera juste après que le réalisateur aura bouclé Silence (2016). En octobre 2015, Robert De Niro rapporte que le film va se faire et qu'il devrait se tourner en 2016, alors que Martin Scorsese confirme que Steven Zaillian écrira le scénario,.
En mai 2016, les droits du film sont mis en vente lors du Marché du film lors du festival de Cannes 2016. La société de production mexicaine Fábrica de Cine propose alors 100 millions de dollars pour financer le film avec un accord de distribution pour les États-Unis avec Paramount Pictures. IM Global est par ailleurs sur les rangs pour la distribution internationale. STX Entertainment acquiert finalement les droits de distribution internationale pour 50 millions de dollars, devançant notamment Universal Pictures, 20th Century Fox et Lionsgate.
En février 2017, il est révélé que la Paramount Pictures délaisse les droits de distribution américaine lorsque Fabrica de Cine quitte le projet en raison d'un budget de production jugé trop important. Netflix rachète les droits pour 105 millions et alloue au film un budget de 125 millions, pour une sortie envisagée en octobre 2019,.

### Attribution des rôles
Dès l'annonce du projet, Robert De Niro est attaché au rôle de Frank Sheeran. Al Pacino et Joe Pesci sont ensuite annoncés dans les rôles respectifs de Jimmy Hoffa et Russell Bufalino, sans pour autant être officialisés. En septembre 2014, Bobby Cannavale est annoncé.
La participation de Joe Pesci a longtemps été incertaine. Il l'aurait refusé une cinquantaine de fois, avant d'être finalement officialisé en juillet 2017. Il retrouve ainsi Martin Scorsese pour la 4e fois, après Raging Bull (1980), Les Affranchis (1990) et Casino (1995). De plus, l'acteur avait très peu tourné depuis Raisons d'État (Robert De Niro, 2006).
Al Pacino rejoint lui aussi officiellement le film en juillet 2017, c'est sa première participation dans un film de Martin Scorsese. Il est suivi par Ray Romano, alors que Bobby Cannavale et Harvey Keitel sont en négociations.
Jack Huston rejoint ensuite la distribution le 11 septembre 2017. Le 4 octobre de la même année Anna Paquin est annoncée dans le rôle de Peggy, la fille de Frank Sheeran.
En janvier 2018, le rappeur Action Bronson est annoncé dans le film.

### Tournage
Le tournage débute le 29 août 2017 sur Orchard Street à Manhattan,. Certaines scènes seront tournées dans le New Jersey. Le tournage se termine le 6 mars 2018.

### Musique
La musique originale est composée par Robbie Robertson, qui a déjà collaboré plusieurs fois avec Martin Scorsese. Randall Poster officie quant à lui comme music supervisor. L'album de la bande originale contient des chansons d'époque. Seule la composition Theme for the Irishman de Robertson apparait sur l'album.
| Liste des titres | Liste des titres                          | Liste des titres                                    | Liste des titres | Liste des titres | Liste des titres | Liste des titres | Liste des titres | Liste des titres | Liste des titres |
| No               | Titre                                     | Interprètes                                         | Durée            |                  |                  |                  |                  |                  |                  |
| ---------------- | ----------------------------------------- | --------------------------------------------------- | ---------------- | ---------------- | ---------------- | ---------------- | ---------------- | ---------------- | ---------------- |
| 1.               | In the Still of the Night                 | The Five Satins                                     | 3:05             |                  |                  |                  |                  |                  |                  |
| 2.               | Tuxedo Junction                           | Glenn Miller & His Orchestra                        | 3:26             |                  |                  |                  |                  |                  |                  |
| 3.               | I Hear You Knockin'                       | Smiley Lewis                                        | 2:45             |                  |                  |                  |                  |                  |                  |
| 4.               | The Fat Man                               | Fats Domino                                         | 2:36             |                  |                  |                  |                  |                  |                  |
| 5.               | El Negro Zumbón (tiré du film Anna)       | Flo Sandon's                                        | 2:29             |                  |                  |                  |                  |                  |                  |
| 6.               | Le Grisbi                                 | Jean Wetzel                                         | 3:26             |                  |                  |                  |                  |                  |                  |
| 7.               | Delicado                                  | Percy Faith & His Orchestra                         | 2:53             |                  |                  |                  |                  |                  |                  |
| 8.               | Have I Sinned                             | Donnie Elbert                                       | 2:59             |                  |                  |                  |                  |                  |                  |
| 9.               | Theme for the Irishman                    | Robbie Robertson                                    | 4:36             |                  |                  |                  |                  |                  |                  |
| 10.              | Song of the Barefoot Contessa             | Hugo Winterhalter & His Orchestra                   | 2:39             |                  |                  |                  |                  |                  |                  |
| 11.              | A White Sport Coat (And a Pink Carnation) | Marty Robbins feat. Ray Conniff                     | 2:31             |                  |                  |                  |                  |                  |                  |
| 12.              | Canadian Sunset (Single Version)          | Eddie Heywood & Hugo Winterhalter and His Orchestra | 2:55             |                  |                  |                  |                  |                  |                  |
| 13.              | Honky Tonk, Pt. 1                         | Bill Doggett                                        | 3:05             |                  |                  |                  |                  |                  |                  |
| 14.              | Melancholy Serenade                       | Jackie Gleason                                      | 3:15             |                  |                  |                  |                  |                  |                  |
| 15.              | Qué Rico el Mambo                         | Pérez Prado                                         | 3:58             |                  |                  |                  |                  |                  |                  |
| 16.              | Cry                                       | Johnnie Ray & The Four Lads                         | 3:04             |                  |                  |                  |                  |                  |                  |
| 17.              | Sleep Walk                                | Santo & Johnny                                      | 2:27             |                  |                  |                  |                  |                  |                  |
| 18.              | The Time Is Now                           | The Golddiggers                                     | 2:03             |                  |                  |                  |                  |                  |                  |
| 19.              | Al di là                                  | Jerry Vale & The Latin Casino All Stars             | 3:18             |                  |                  |                  |                  |                  |                  |
| 20.              | Pretend You Don't See Her                 | The Latin Casino All Stars                          | 2:42             |                  |                  |                  |                  |                  |                  |
| 60:13            |                                           |                                                     |                  |                  |                  |                  |                  |                  |                  |

## Accueil

### Critiques
Le film reçoit des critiques globalement positives. Sur l'agrégateur américain Rotten Tomatoes, il récolte 95 % d'opinions favorables pour 467 critiques et une note moyenne de 9,10⁄10. Sur Metacritic, il obtient une note moyenne de 94⁄100 pour 55 critiques.
En France, le film obtient une note moyenne de 4,4⁄5 sur le site AlloCiné, qui recense 23 titres de presse.
Le Parisien a adoré le film et indique que The Irishman est « un film de gangsters pharaonique et majestueux. »
GQ est déçu de ce film et trouve que, malgré quelques moments intéressants, « on s’ennuie un peu, c'est trop long, comme un téléfilm en fait. Dommage… »
Le film est classé dans le « Top 10 » par de nombreux journalistes de presse anglosaxons (Chicago Sun-Times, The Herald, The Hollywood Reporter, The Daily Telegraph, ...), la plupart du temps comme le meilleur film de l'année.

## Distinctions principales
Source et distinctions complètes : Internet Movie Database

### Récompenses
- American Film Institute Awards 2019 : Top 10 des meilleurs films de l'année

### Nominations
- Golden Globes 2020 : 
  - meilleur film dramatique
  - meilleur réalisateur
  - meilleur acteur dans un second rôle pour Al Pacino
  - meilleur acteur dans un second rôle pour Joe Pesci
  - meilleur scénario
- British Academy Film Awards 2020 : 
  - meilleur film
  - meilleur réalisateur pour Martin Scorsese
  - meilleur acteur dans un second rôle pour Al Pacino et Joe Pesci
  - meilleur scénario adapté pour Steven Zaillian
  - meilleurs décors
  - meilleurs costumes
  - meilleure photographie pour Rodrigo Prieto
  - meilleur montage pour Thelma Schoonmaker
  - meilleurs effets visuels
- Oscars 2020 : 
  - meilleur film
  - meilleur réalisateur
  - meilleur acteur dans un second rôle pour Al Pacino et Joe Pesci
  - meilleur scénario adapté
  - meilleurs décors et direction artistique
  - meilleurs costumes
  - meilleure photographie
  - meilleur montage
  - meilleurs effets visuels